# Charles Bannister
Charles Bannister (Condado de Gloucester, 1738 – Londres, 26 de outubro de 1804) foi um ator, comediante e cantor britânico.

## Origens e estreia
Bannister nasceu no Condado de Gloucester. Quando tinha sete anos, seu pai se mudou para Deptford. Charles possuía "uma forma viril, uma mente ardente e um fluxo incomum de inteligência". Foi uma companhia de teatro que visitou o seu bairro o motivo que o inspirou na sua futura profissão. Aos 18 anos, Bannister fez aparições amadoras em Romeu e Julieta e Ricardo III em Deptford. O Teatro Drury Lane o recusou, mas após um trabalho bem-sucedido em Norwich, Ipswich e em outras cidades do leste, o diretor de teatro Samuel Foote deu-lhe a primeira oportunidade de se apresentar em Londres no Haymarket Theatre em 1762, como Will Tirehack no The Orators, ao lado de John Palmer e Harry Scamper, que também fez sua estreia nessa ocasião. Bannister ficou amigo de Palmer a partir de então com "firmeza viril e constância imóvel". Muito tempo depois, em junho de 1787, Palmer, como gerente do Royalty Theatre, tentou apresentar obras dramáticas (incluindo As You Like It) e outros entretenimentos mais leves no palco, com o incentivo do escritor Arthur Murphy, contrariando a Lei de Licenciamento de 1737. Bannister, mesmo sabendo do risco legal que corria, permaneceu com ele e foi levado a julgamento, entretanto o mandato foi deixado de lado.

## Sua carreira na ópera
Seu talento, especialmente em comédias e imitações, foi rapidamente reconhecido, mas sua boa voz de cantor, em que se sustentou sua reputação posterior, não estava em evidência à primeira vista. Bannister não era instruído como cantor, mas possuía uma voz natural que unia "em extraordinária perfeição os extremos de um baixo profundo e de um falsete agudo: e seu ouvido, que era de grande delicadeza e perfeição, lhe permitia executar não apenas peças de descrição comum, mas para representar, com muito humor, e sem a grosseria da burlesca ou da caricatura, muitos artistas de destaque da atualidade, homens e mulheres." William Parke observou que "Bannister, que nunca cantou fora do tempo ou desafinado, não conhecia uma nota musical. Ele tinha suas canções, etc., apresentadas a ele por um amigo meu, o Sr. Griffith Jones, que na época era pianista do Covent Garden Theatre."
Em 1772, foi relatado que Jane Poitier, uma atriz que trabalhou na mesma companhia de verão que Bannister de 1770 a 1774, era sua amante.

### Papéis na ópera de Dibdin
Bannister construiu sua reputação como cantor em Ranelagh Gardens, principalmente através das óperas de sucesso de Charles Dibdin, com as quais ele se identificou especialmente. Em 1768 estava em Damon and Phillida, e em The Padlock. Em 1774, foi o original Tom Tug no trabalho permanente de Dibdin, The Waterman, em sua primeira apresentação no Haymarket. Bannister apareceu na primeira produção de The Cobbler, e em 1777 foi o primeiro Mr. Steady em The Quaker, no Teatro Drury Lane. "Steady, em The Quaker, nunca encontrou, exceto nele, um representante adequado." Ele esteve na estreia de The Chelsea Pensioner em 1779 e foi o sargento (ao lado de Charles Dibdin como compatriota e a senhora Wrighten como esposa) no entretenimento musical de Dibdin e Isaac Bickerstaffe, The Recruiting Serjeant no Royalty Theatre em 1789. Como Tom Tug, Mr Steady e o Recruiting Serjeant, ele foi substituído (no Covent Garden) por Charles Incledon e por Charles Dignum, que eram seus amigos, e os adaptou para a voz de tenor em vez de baixo ou barítono.
Em dezembro de 1776, ele trouxe 'sua rica e melodiosa voz' para a ópera de dois atos Zelima and Azore (composta por Thomas Linley e a orquestra liderada pelo filho de Linley, Thomas, recém-saído de seus estudos com Giuseppe Tartini), ao lado de Vernon, Dodd, e Sra. Baddely. Isso foi pouco antes da estreia de The School for Scandal em 1777: e em outubro de 1778 Bannister ganhou o papel de Sargento Drill no drama musical de dois atos de Linley, The Camp (baseado na peça de Richard Brinsley Sheridan), com a canção do recrutamento "Great Caesar, once renown'd in fame".

### Estreia da ópera de Shield
Bannister atuou nas primeiras produções de várias óperas de seu amigo William Shield, desde seu sucesso inicial The Flitch of Bacon no Little Theatre, Haymarket (como Capitão Wilson) em 1778, através de muitos de seus sucessos posteriores no Covent Garden. Ele foi o primeiro Mr Belville em Rosina, de Shield (texto de Mrs Brooke), em 1782-1783, no qual a Sr. Bannister também apareceu: sua canção "Her mouth, when a smile" passou a fazer parte de seu repertório pessoal. Em 1783, foi o Capitão Fitzroy em The Poor Soldier. Em 1784, Robin Hood (texto: MacNally) deu à Sra. Bannister uma ária "The Nightingale" com oboé obbligato por Parke Jr., e para Charles Bannister a canção "As burns the charger" com acompanhamento de trompete. O dueto de Bannister e 'Jack' Johnstone, "How sweet in the woodlands", foi muitas vezes bisado. Parke lembrou Bannister cantando Fontainbleau, or, Our Way in France de Shield, em 1784, e como ele e Johnstone cantaram duetos em um jantar realizado por Shield logo depois. Bannister também esteve nas primeiras apresentações de The Farmer de Shield (1787), The Highland Reel (1788) The Crusade e The Czar (ambas em 1790), e The Woodman (1791), neste último com Johnstone e Incledon.
No Covent Garden, uma nova ópera cômica de Hook, The Fair Peruvian, em março de 1786, exibiu Bannister ao lado da excelente Sra. Billington, que ficou subitamente doente durante a apresentação. Uma peça diferente foi oferecida, Bannister, ao dar uma risada, conseguiu aplacar uma plateia turbulenta. Bannister ficou identificado com muitas canções em suas apresentações que nunca foram superadas por outros artistas. 'Entre elas pode ser nomeado: "Her mouth which a smile", em Rosina; "While happy in my native land", em The Election; "Brave Admiral Benbow"; "To Anacreon in Heaven"; "When Bibo went down to the regions below"; e acima de tudo, e nunca para ser igualado ou esquecido, "Stand to your guns, my Hearts of Oak!" Nesta canção, seu decréscimo enquanto dava o comando "Reserve your fire" - e "not yet, nor yet," seguido pela tremenda explosão de sua voz poderosa, na palavra "Fire!" produzia um efeito eletrizante e aterrador.'

## Imitação

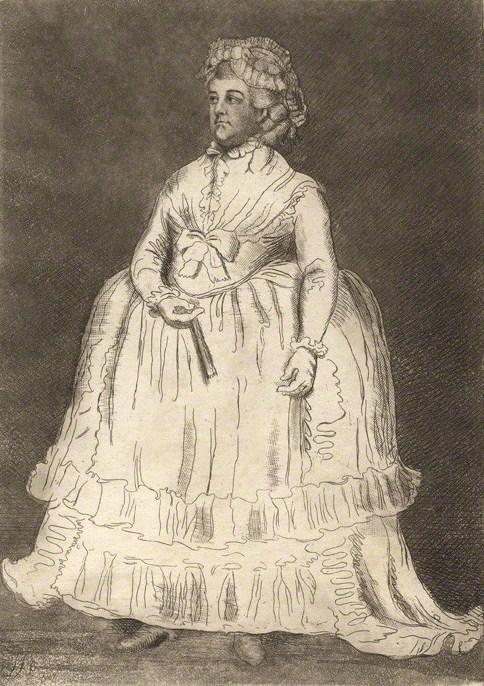
Charles Bannister no papel de Polly Peachum

Dizia-se que ele tinha "um dos falsetes mais extensos já ouvidos". Garrick levou Felice Giardini para ouvir as imitações de Tenducci e Champneys por Bannister, e o compositor observou que a imitação era perfeita, e o problema era que a imitação era melhor do que os próprios artistas. O tenor Michael Kelly se refere à sua aparição como Polly, um papel feminino na The Beggar's Opera, no Little Theatre no Haymarket, em 1781, na qual ele 'deu à personagem um ar terno com todo o poder de sua voz grave e sonora'. Ele não o fez imitando a entonação, o andar ou trejeitos femininos, mas pela incongruência ridícula de sua voz profunda e estrutura muscular, por uma exibição ocasional do tornozelo e pelo julgamento perfeito com o qual cantou as canções de Polly. Isso foi ouvido com grande desapontamento pelo visitante soprano italiano Ferdinando Mazzanti, que não percebeu que era uma produção burlesca.

## O Drama
Ele recebeu tão boas referências que David Garrick o contratou para o Teatro Drury Lane. Kelly também menciona sua aparição 'admirável' como Hecate em uma produção de Macbeth, em 21 de março de 1794, na inauguração do Novo Teatro Drury Lane, em um elenco liderado por John Philip Kemble e Sra. Siddons, e Malcolm interpretado por Charles Kemble em sua primeira aparição pública em Londres. Como Hecate, Bannister foi o sucessor do célebre Richard Leveridge (que havia composto a música Macbeth cerca de um século antes e desempenhado o papel por cerca de quarenta anos). A Tempestade deu a Bannister um papel famoso como Caliban: 'Combinando, como ele fez, uma voz profunda e sonora, tanto na fala quanto no canto, uma pessoa grande e vigorosa e grande força no gerenciamento de todas as suas vantagens, Charles Bannister foi um exato e estupendo representante desse monstro nascido de bruxa; nenhum contemporâneo ou sucessor deu um delineamento tão perfeito. É impossível exceder o vigor com o qual ele proferiu suas maldições, a humildade com a qual ele adorava o "deus corajoso que carregava a garrafa", ou a folia apavorante com a qual ele fez o palco tremer embaixo dele, quando gritou "Liberdade! ei-dia! liberdade! liberdade! " e trovejou sua canção: "Ban, ban, Ca-Caliban, Has a new master, get a new man".' 'Com Charles Bannister, o monstro de Shakspeare morreu.'
Bannister não era, no entanto, muito bom em organizar seus assuntos monetários. Morreu em 26 de outubro de 1804, após um período de doença que o afastara do palco. Nas suas últimas semanas de vida, houve vários espetáculos beneficentes para ele, pelos quais os gerentes dos dois principais teatros permitiram a participação de seus principais atores gratuitamente. A National Portrait Gallery em Londres tem vários retratos de Charles Bannister.
Seu filho, John Bannister, também foi ator e gerente teatral famoso.